# Ḫilašši
Ḫilašši ist in der hethitischen Mythologie der Hofgenius, der die Höfe von Häusern, Palästen und Tempeln beschützt. Seine Statuette war nach einer hethitischen Götterbildbeschreibung ein stehender Mann aus Eisen mit einem Werkzeug, das mit Sonnenscheibe und Mondsichel verziert ist.
Der Hofgenius vom Tempel des Wettergottes von Manuzi wurde zum Abschluss des ḫišuwa-Festes gereinigt und gesalbt. Bei der Huldigung des Königs „zur Besänftigung“ schlug der Priester mit den Stäben des Ḫilašši dem König und anderen Opfernden auf den Rücken.
Dem hethitischen Gott Ḫilašši entspricht bei den Palaern Ḫilanzipa, die vermutlich weiblich gedacht werden muss, da der Namensteil šipa (nach Nasal zipa) allgemein ein weiblicher Genius bezeichnet. In palaischen Götterlisten steht die Gruppe an achter Stelle, nach den Šaušḫalla und vor den Schicksalsgottheiten Gulzannikeš genannt.